# Elaphoglossum curtii
Elaphoglossum curtii är en träjonväxtart som beskrevs av Eduard Rosenstock. Elaphoglossum curtii ingår i släktet Elaphoglossum och familjen Dryopteridaceae. Inga underarter finns listade.